# Rudolf Hindemith
Rudolf Hindemith (seit 1951 amtlich Paul Quest, Pseudonyme Alfred Ruhland, Rudolf Warnecke, Hans Lofer; * 9. Januar 1900 in Niederrodenbach; † 7. Oktober 1974 in Neuperlach) war ein deutscher Cellist, Komponist und Dirigent mit Wurzeln in Schlesien, da sein Vater von dort stammte. Er stand meistens im Schatten seines berühmteren Bruders Paul, wurde jedoch in den letzten Jahren wiederentdeckt.

## Kindheit und Zweiter Weltkrieg
Seit ihrer Kindheit musizierten die beiden hochmusikalischen Brüder Paul und Rudolf zusammen mit ihrer Schwester Antonie als „Frankfurter Kindertrio“ in der schlesischen Heimat des Vaters. Rudolf Hindemith wurde 1908 in die Vorschule von Dr. Hoch’s Konservatorium in Frankfurt am Main aufgenommen und wechselte 1910 in die Celloklasse von Johannes Hegar, später zu Maurits Frank; 1919 studierte er kurzzeitig bei Arnold Földesy in Berlin. 1919 erhielt er eine Stelle als erster Solocellist im Orchester des Münchener Konzertvereins, der späteren Münchner Philharmoniker. In derselben Position war er 1921–1924 im Orchester der Wiener Staatsoper engagiert. 1921 war er gemeinsam mit seinem Bruder sowie den Geigern Licco Amar und Walter Caspar Gründungsmitglied des Frankfurter Amar-Quartetts, das anlässlich der Uraufführung von Paul Hindemiths Streichquartett op. 16 in Donaueschingen erstmals zusammengekommen war. 1924–1927 war er festes Mitglied dieses Ensembles, das als eine der führenden Gruppen der Neue-Musik-Szene der 1920er Jahre galt. 1927 verließ er das Quartett, nicht zuletzt wegen Differenzen mit seinem Bruder, und wechselte ins Genre von Blasmusik und Jazz. Seit 1932 lebte er in München. Als der Bruder Paul 1938 aus dem nationalsozialistischen Deutschland in die Schweiz emigrierte, blieb er als Dirigent in Deutschland. Als Nachfolger des im Januar 1942 überraschend verstorbenen Hans Rohr wurde er Chefdirigent der Philharmonie des Generalgouvernements im deutsch besetzten Krakau. Dieses Orchester war ein Projekt des Gauleiters Hans Frank.

## Pseudonyme nach 1945 und Wiederentdeckung
Nach dem Zweiten Weltkrieg führte Rudolf Hindemith ein zurückgezogenes Leben als Komponist, Dirigent und Pädagoge. Um sich von seinem Bruder Paul abzugrenzen, wich er auf mehrere Pseudonyme aus. Als er 1974 starb, erhielt sein Grabstein die Inschrift „Hans Lofer“ – womit das Kapitel Rudolf Hindemith abgeschlossen schien.
Doch in den 1990er Jahren begannen sich einige seiner Schüler vermehrt an ihn zu erinnern, obwohl er als schlechter und skurriler Lehrer galt. Über den Komponisten Rudolf Hindemith gab ein Musikwissenschaftler der Universität Münster, Gerd Brill, eine Broschüre heraus; eine erweiterte Mono- bzw. Biografie ist in Arbeit. In Bremen fand im Februar 2002 ein dreitägiges Hindemith-Festival statt, das die dortige Philharmonische Gesellschaft einiger Klavier- und Kammermusik widmete. Neben einem Workshop fand sogar eine Uraufführung eines Klavierkonzerts aus den 1960er Jahren statt. In seiner kauzigen Art hatte Rudolf Hindemith es als „Suite für Klavier und Orchester“ betitelt.
In einer weiteren wissenschaftlichen Arbeit widmete die Pianistin Stephanie Timoschek ihre Diplomarbeit im Jahre 2005 an der Universität für Musik und Darstellende Kunst in Graz der Person Rudolf Hindemiths und besonders dessen Klavierwerken. Das Klavierwerk von Rudolf Hindemith umfasst 6 Tänze für Klavier, 7 Sonatinen, 5 Klavierstücke, 7 Präludien und Fugen, 13 Schulfugen, 27 Zweistimmige Schulfugen sowie einen Walzer aus der Oper „Des Kaisers Neue Kleider“.
Rudolf Hindemith war verheiratet mit Maria Landes-Hindemith (1901–1987), Professorin an der Musikhochschule in München.

## Weitere Werke
Hindemith gab einige Cellokonzerte Georg Goltermanns neu heraus:
- Concerto I a-Moll op. 14
- Concerto III h-Moll op. 51
- Concerto IV G-Dur op. 65
- Concerto VI D-Dur op. 100

## Tonträger
- Das Label Dreyer-Gaido[2] veröffentlichte zwischen 2003 und 2010 eine 3 CDs umfassende Rudolf Hindemith Edition.
- Stephanie Timoschek nahm 2008 beim ORF auf 2 CDs erstmals sämtliche Klavierwerke auf.[3]
- Das Amar-Quartett mit Rudolf Hindemith am Violoncello ist auf einer CD der Firma Arbiter zu hören (erschienen 2011).[4]